# لغات أناضولية
اللغات الأناضولية هي مجموعة من لغات الأناضول المنقرضة. وهي لغات هندية أوروبية كان يُنطق بها في تلك الديار منذ الألف الثالث قبل الميلاد.
دعيت سابقاً باسم اللغات الآسيانية نسبة إلى آسيا الصغرى. ومن أبرز هذه اللغات اللغة الحيثية واللغة الليدية.